# Miye Oni

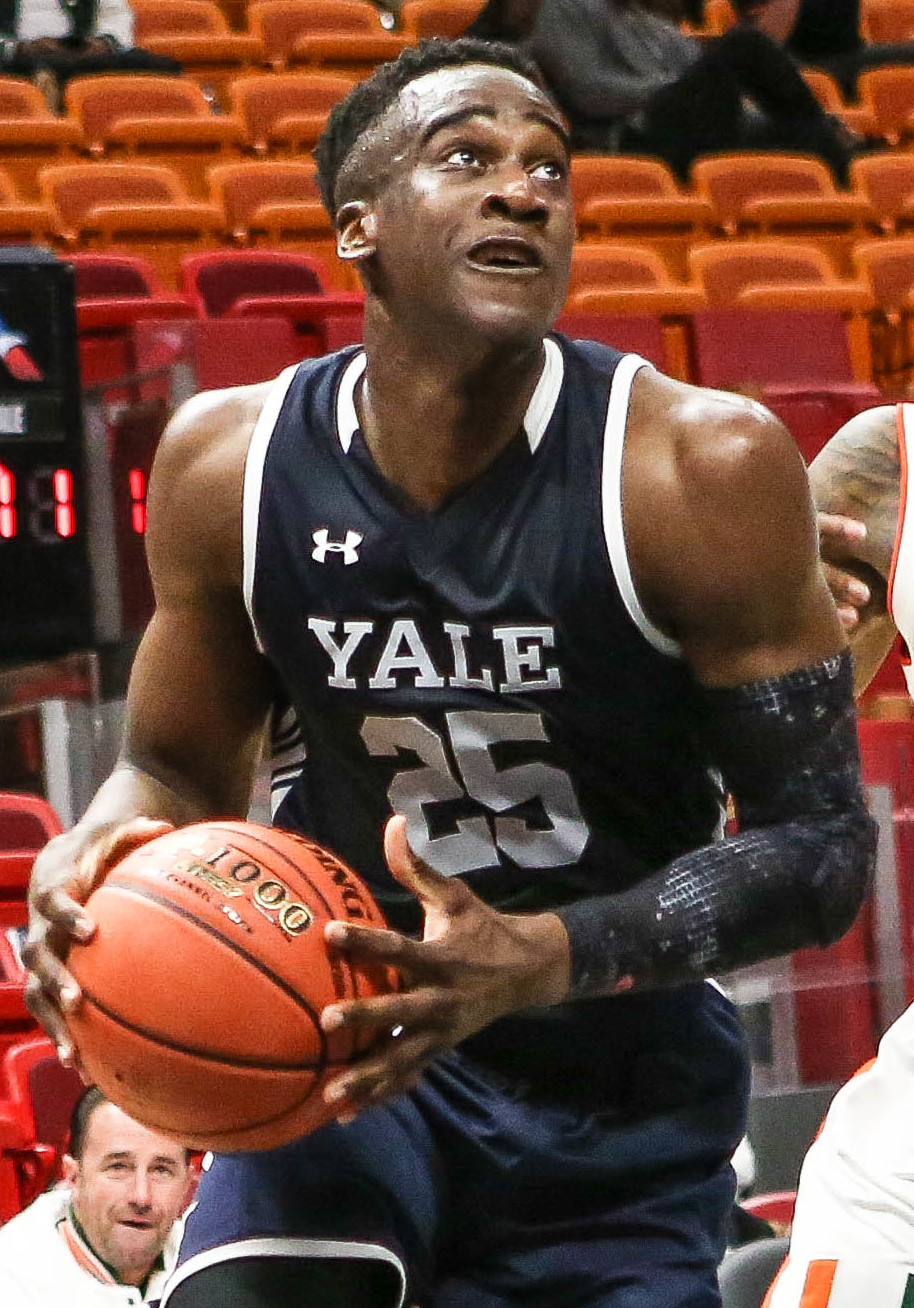
Miye Oni, 2018.

Olumiye Dimolu "Miye" Oni, född 4 augusti 1997 i Los Angeles, Kalifornien i USA, är en nigeriansk-amerikansk professionell basketspelare (SG/SF) som spelar för Memphis Grizzlies i National Basketball Association (NBA). Han har tidigare spelat för Utah Jazz.
Oni har även spelat som proffs i Storbritannien.
Han deltog också vid de olympiska sommarspelen 2020 i Tokyo, där han var med och spelade för det nigerianska basketlandslaget.
Oni draftades av Golden State Warriors i andra rundan i 2019 års draft som 58:e spelare totalt.
Innan han blev proffs studerade Oni på Yale University och spelade för deras idrottsförening Yale Bulldogs.